# Любомир Асенов
Любомир Асенов е професионален български спортен фотограф, създател и собственик на фотографска агенция LAP. Фотограф на специализираното списание за Формула 1 и моторни спортове Club S1.
Асенов е единственият български фотограф с перманентен достъп.

## Биография
Роден на 2 октомври 1979 г. в град София. Завършва средното си образование в 148 СОУ „Любомир Милетич“ в столицата, и фотография във Варненския свободен университет.
През годините е работил освен за списание Club F1, също и за българското издание на АутоМоторСпорт, както и за вестниците „168 часа“ и „24 часа“.
Носител е на международната награда „Най-добра спортна снимка на 2006 година“, на конкурс за спортни фотографи „Шаварш Артин“, с жури от Информационна агенция Ройтерс.
Асенов е автор на няколко фото-изложби с негови снимки, които са излагани в София, включително експозицията със спортни фотографии AllSports, изложена на „Моста на влюбените“, Варна, Ботевград и др.

## LAP
През 2012 г. Асенов създава фотографска агенция за спортни снимки LAP.bg, която отразява спортни събития в България и извън граница. Агенцията партнира със gong.bg, bTV и TV7, вестниците „24 часа“, „Телеграф“, „7 дни спорт“, сп. ClubF1” и както и международни издания като WORLD SOCCER, BILD, SUNDAY TIMES, DAILY MAIL, AUTOSPORT, THE REDBULLETIN.

## Скандал със Стоичков
През 2008 година, като репортер на вестник „168 часа“, Любомир Асенов попада в скандал с българската футболна звезда Христо Стоичков, заради снимка направена в ресторант в Барселона, Испания.

## Личен живот
Любомир е семеен, съпругата му Агнеса също е фотограф. Двамата имат син.